# Pittsboro (Caroline du Nord)
Pour les articles homonymes, voir Pittsboro.
La ville de Pittsboro est le siège du comté de Chatham, situé en Caroline du Nord, aux États-Unis.

## Démographie
| 1900 | 1910 | 1920 | 1930 | 1940 | 1950  |
| ---- | ---- | ---- | ---- | ---- | ----- |
| 424  | 502  | 584  | 675  | 826  | 1 094 |

| 1960  | 1970  | 1980  | 1990  | 2000  | 2010  |
| ----- | ----- | ----- | ----- | ----- | ----- |
| 1 215 | 1 447 | 1 332 | 1 436 | 2 226 | 3 743 |